# Cynopoecilus melanotaenia
Cynopoecilus melanotaenia är en fiskart som först beskrevs av Regan 1912.  Cynopoecilus melanotaenia ingår i släktet Cynopoecilus och familjen Rivulidae. Inga underarter finns listade i Catalogue of Life.